# Little Inagua
Little Inagua ist die kleinere Schwesterinsel in der Inselgruppe Inagua 8 km nordöstlich von Great Inagua in den Bahamas. Mit einer Fläche von 127 km² ist sie die größte unbewohnte Insel der Karibik.
2002 wurde Little Inagua zu einem der 26 Nationalparks des Landes erklärt, dem Nationalpark Little Inagua, der auch die umliegenden Gewässer bis zu einer Tiefe von 100 Faden (= 182,88 m) umfasst.  Die Insel ist Brutgebiet von Meeresschildkröten, auf ihr leben aber auch einige verwilderte Esel und Ziegen. Bewachsen ist sie mit Buschwerk und einigen kubanischen Königspalmen, den einzigen auf den Bahamas.